# بئر عبيدات
بئر عبيدات قرية سوريّة تتبع إداريّاً لمحافظة حلب منطقة عين العرب ناحية صرين، بلغ تعداد سكانها 672 نسمة حسب التعداد السكاني لعام 2004.